# Фонтан на Биржевой площади
Фонта́н на Биржево́й пло́щади (неофициальное название — Фонтан-рубль) — фонтан, расположенный в Москве на Биржевой площади. Был установлен в 2017 году в рамках программы благоустройства «Моя улица», торжественно открыт в 2018-м. Дизайн фонтана разработали архитекторы голландского бюро «Karres + Brands».
Фонтан внешне напоминает монету в воде. Его диаметр составляет 20 метров, высота струй варьируется от 50 сантиметров до 8 метров. Периметр обшит дубовым парапетом, на котором можно сидеть. Среди экспертов не сложилось однозначного мнения: сухой фонтан или нет. Его форсунки спрятаны под декоративными элементами, но при этом вода стекает в неглубокую гранитную чашу. Сооружение оборудовано современными системами водоочистки и дезинфекции. Фонтан имеет несколько режимов работы: шоу, ночной и дневной. В жаркую погоду с помощью особых форсунок создаётся эффект тумана, а над водой появляются полупрозрачные облака. Это единственный фонтан в столице, обладающий такой функцией. Вечером каждую из 12 струй, управляемых отдельным насосом, подсвечивают разноцветные фонари. В перспективе фонтан может стать музыкальным.

Создание искусственного источника в центре города в рамках программы благоустройства реализовывался в Москве впервые. До установки фонтана на площади располагалась плоскостная парковочная зона. Первоначальный проект реконструкции площади подразумевал создание небольшой площади с фонтаном, сквером, кафе и ресторанами. Подготовку фонтанного котлована начали в июле 2017 года. В процессе работ на глубине более двух метров были найдены неповреждённые стратиграфические горизонты XII—XVIII веков. В пределы запроектированного археологического раскопа также попала часть территории ранее существовавшего подворья Иосифо-Волоколамского монастыря. Исследованием объектов занялись археологи и архитекторы. Активисты Москвы требовали отменить строительство. Мэр Москвы Сергей Собянин поручил сохранить на месте остатки средневековых строений и музеефицировать. Предполагалось, что место установки фонтана перенесут, но в августе 2017-го откопанные стены церкви вывезли и разрыли культурный слой экскаватором для строительства насосной станции. Жители города восприняли фонтан неоднозначно из-за конфликта в процессе установки. Одним из протестующих оказался краевед и общественный деятель Евгений Соседов:
Создано какое-то безжизненное пространство, а мог бы быть супер крутой археологический музей под открытым небом.
Фонтан был запущен в апреле 2018 года, накануне открытия Чемпионата мира по футболу.

Фонтан на Биржевой площади
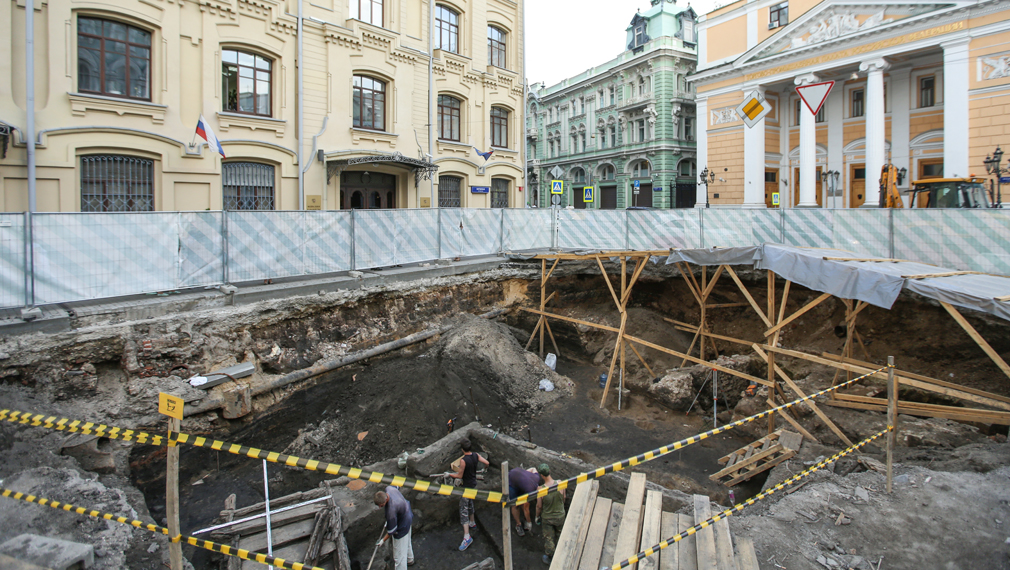
Археологические раскопки в процессе установки, 2017 год
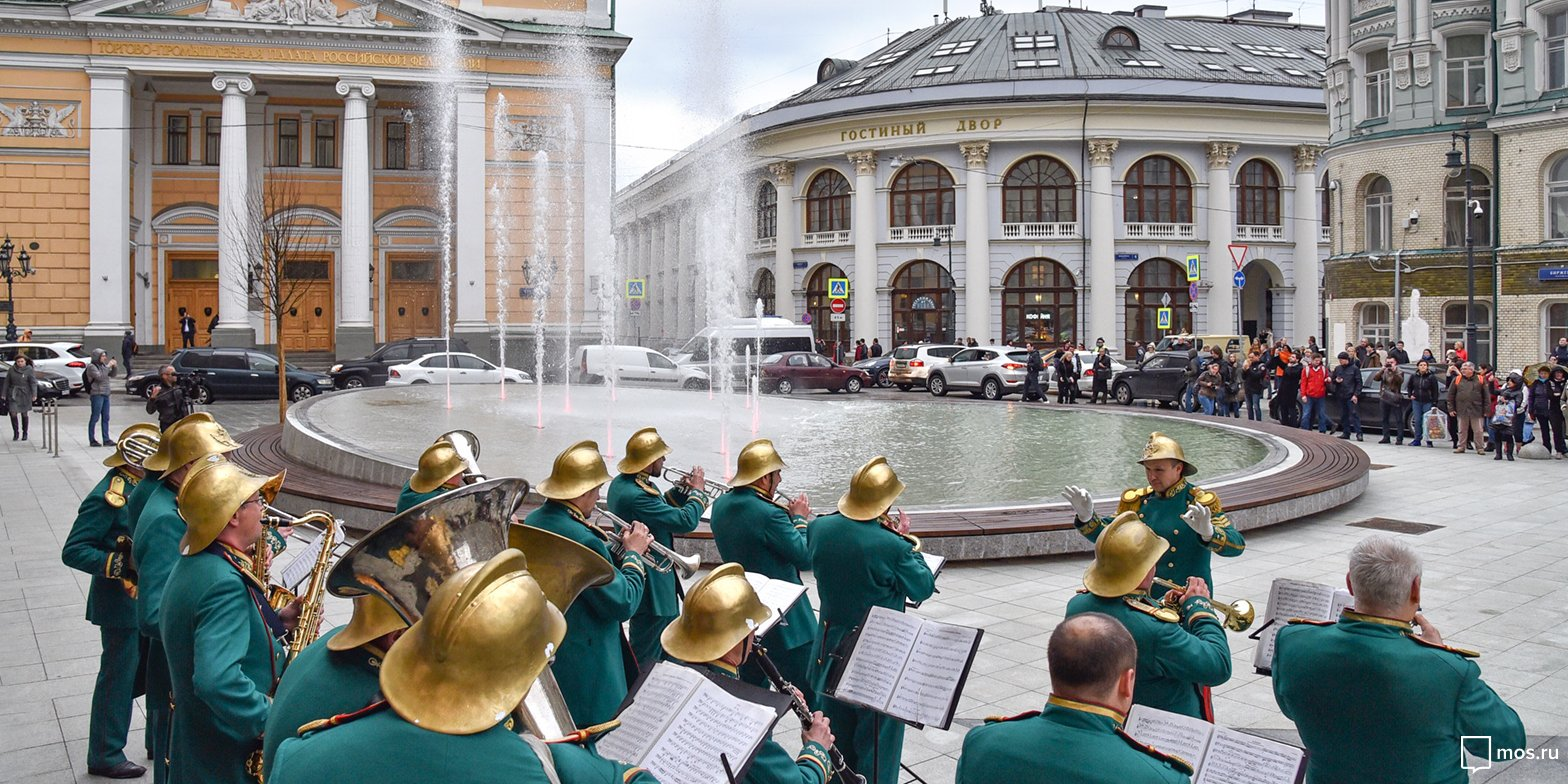
Открытие фонтана, 2018 год
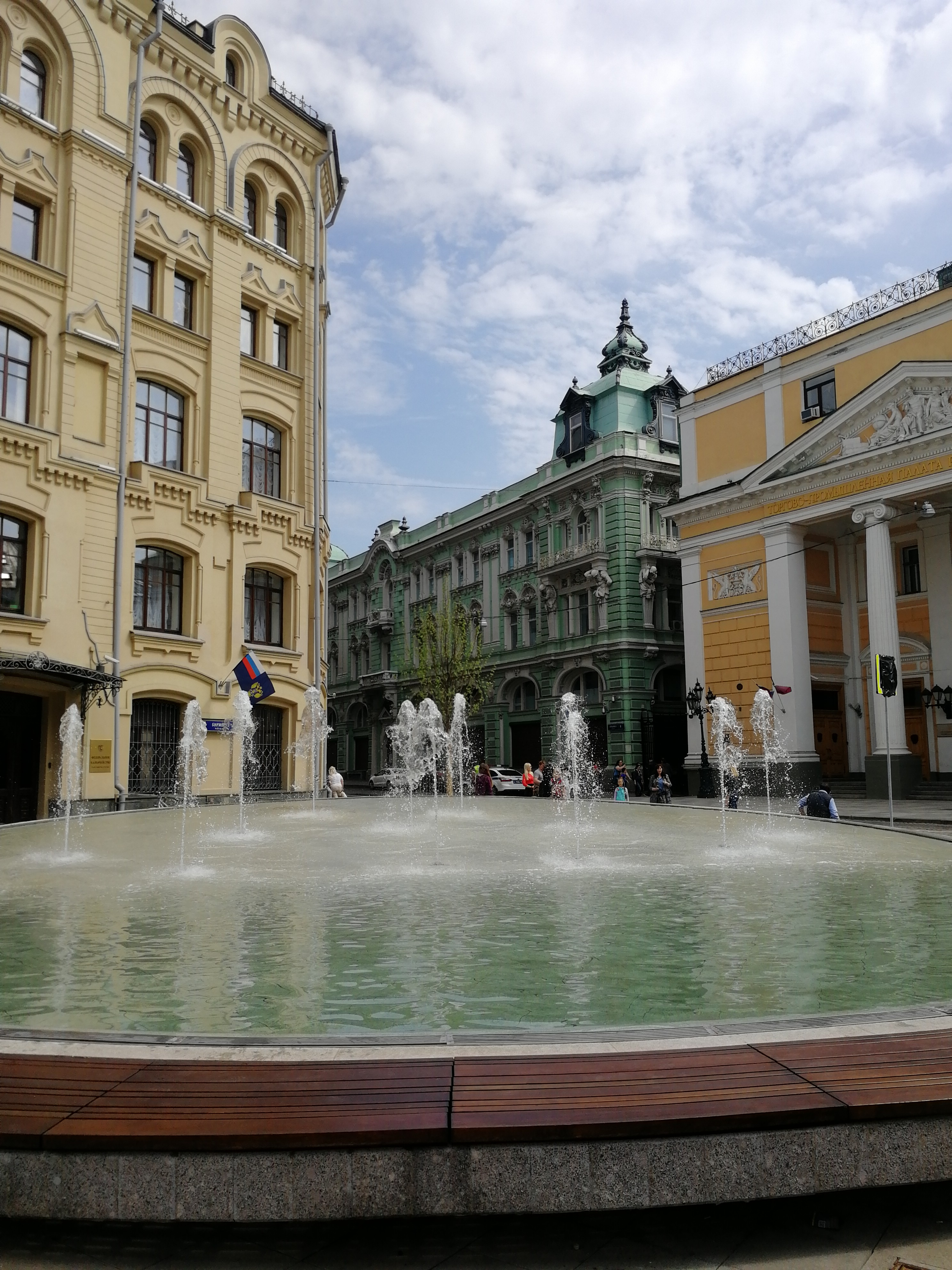
Фонтан в 2018 году